# Wedding Scandal
Wedding Scandal (웨딩스캔들?, Weding seukaendeulLR) è un film del 2012 scritto e diretto da Shin Jae-ho.

## Trama
Ki-seok, data un'impellente necessità di guadagnare denaro, accettò di prestarsi a un vero e proprio "matrimonio di convenienza" con una completa sconosciuta che intendeva prendere la cittadinanza sudcoreana; immediatamente le strade dei due si divisero, e anzi Ki-seok dimenticò completamente la donna. Anni dopo, dinnanzi all'uomo si ripresenta Jung-eun, che afferma di essere la sorella gemella di sua moglie: quest'ultima è infatti stata arrestata per una presunta irregolarità nel matrimonio.

## Distribuzione
In Corea del Sud la pellicola è stata distribuita a livello nazionale dalla Mines Entertainment a partire dal 30 agosto 2012.